# 大马一家

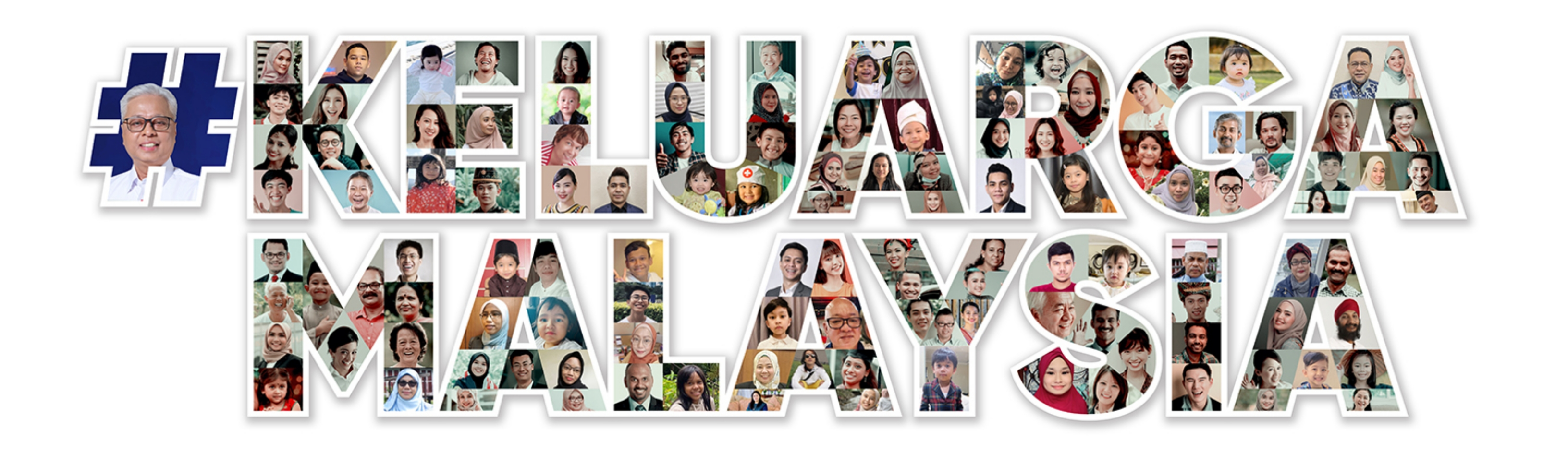
大马一家官方标志

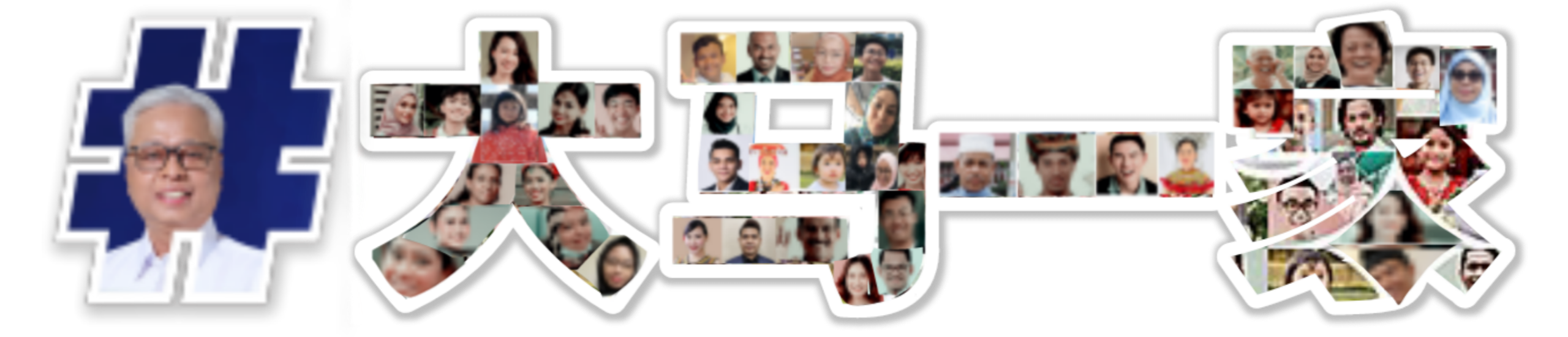
中文版的大马一家标志

大马一家是马来西亚第9任首相依斯迈沙比里于2021年8月22日首次以首相身份发表演说时，提出的一个政治概念。其核心价值观包涵：包容（keterangkuman）、共同点（kebersamaan）和知足（kesyukuran），目标是团结不同族群在COVID-19疫情冲击下重新复苏。